# Jan Christe

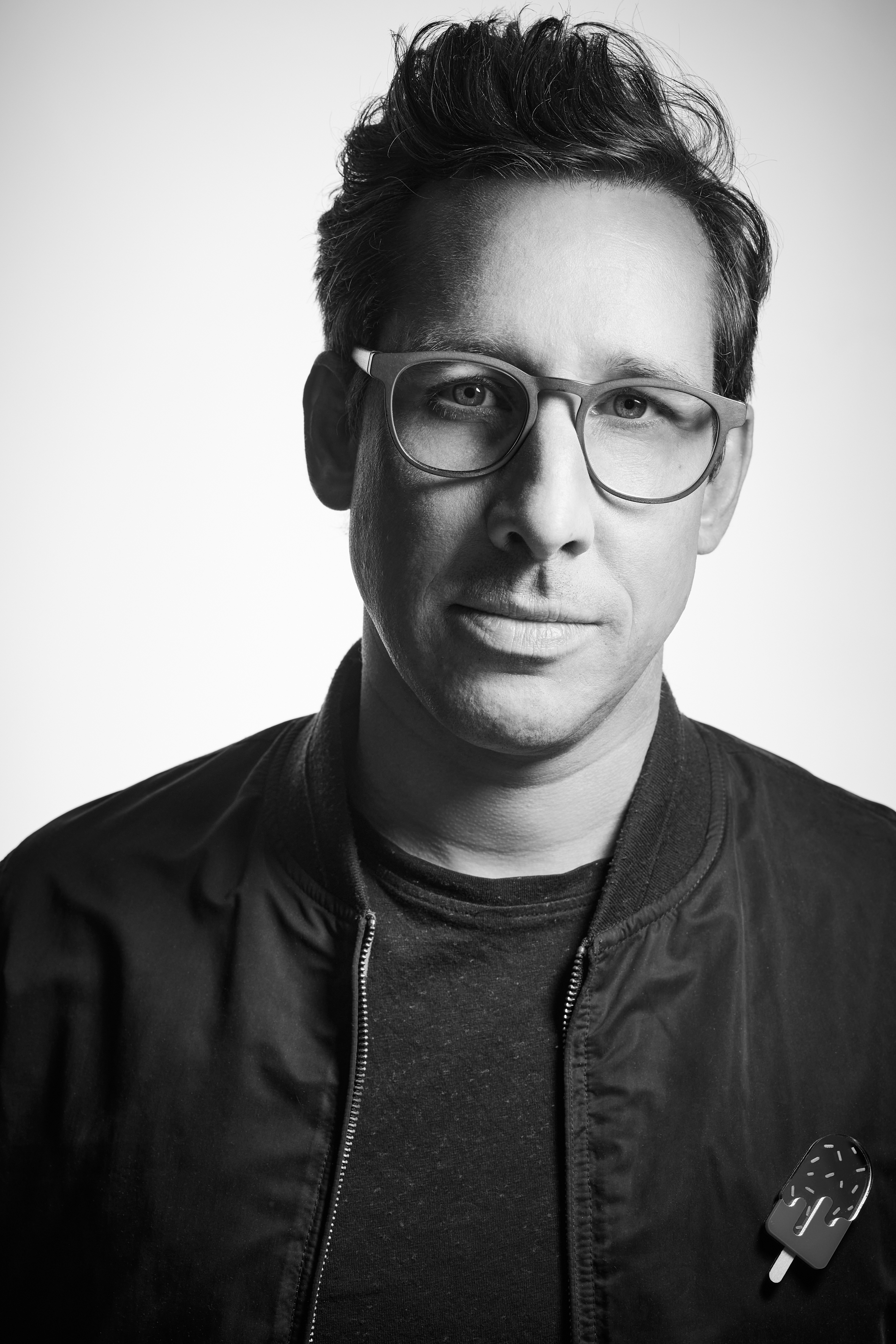
Jan Christe, 2024

Jan Christe (* 8. Februar 1978) ist ein deutscher Journalist und Unternehmer.

## Leben
Nach der Schule absolvierte Jan Christe von September 1999 bis 2004 ein Studium an der Fachhochschule Hannover, das er als Diplom-Redakteur abschloss. Währenddessen arbeitete er unter anderem als wissenschaftliche Hilfskraft an der Hochschule Hannover und als freier Mitarbeiter beim c’t Magazin im Heise Zeitschriften Verlag. Aus der Diplomarbeit Webbasiertes Publishing mit Open-Source-Technologien, die er zusammen mit Andreas Lenz und Martin Brüggemann geschrieben hat, ging schließlich das Magazin t3n hervor.
Aufgrund des großen Interesses an der ersten Ausgabe wurde 2005 der Verlag yeebase media gegründet, in dem das t3n Magazin seither vierteljährlich erscheint. Jan Christe verantwortete als Chefredakteur den gesamten Inhalt des Werks und auch des Internetportals t3n.de. Seit 2011 war Jan Christe außerdem einer der Geschäftsführer der yeebase media GmbH, die aus der ehemaligen Gesellschaft bürgerlichen Rechts hervorgegangen ist. 2016 wechselte er in die Position des Herausgebers des t3n Magazins und gab auch die Position des Chefredakteurs von t3n.de an Stephan Dörner ab.

## Preise
Jan Christe wurde im März 2006 zusammen mit Andreas Lenz und Martin Brüggemann als Gewinner des Gründerwettbewerbs StartUp Impuls 2005 der Entwicklungsgesellschaft HannoverImpuls ausgezeichnet.